# وود هایتس (میزوری)
وود هایتس (به انگلیسی: Wood Heights) یک شهر در ایالات متحده آمریکا است که در شهرستان ری، میزوری واقع شده‌است. وود هایتس ۵٫۹۳ کیلومتر مربع مساحت و ۷۱۷ نفر جمعیت دارد.